# Panchpara
Panchpara és un riu d'Orissa format per diversos rierols entre els quals destaquen el Bans, Jamira, i Bhairingi, que se separen, uneixen i reunexien en gran confusió, fins que finalment el riu desaigua a la mar al golf de Bengala, a 21° 31′ N, 87° 09′ E / 21.517°N,87.150°E. Només el riu Bans és navegable per vaixells de fins a quatre tones.